# Thaumaina
Thaumaina är ett släkte av fjärilar. Thaumaina ingår i familjen juvelvingar.
Kladogram enligt Catalogue of Life:
| Thaumaina | \| \| Thaumaina deliciosa \| \| \| \| \| \| Thaumaina uranothauma \| \| \| \| |
|           | \| \| Thaumaina deliciosa \| \| \| \| \| \| Thaumaina uranothauma \| \| \| \| |
|           | Thaumaina deliciosa                                                           |
|           |                                                                               |
|           | Thaumaina uranothauma                                                         |
|           |                                                                               |

## Bildgalleri

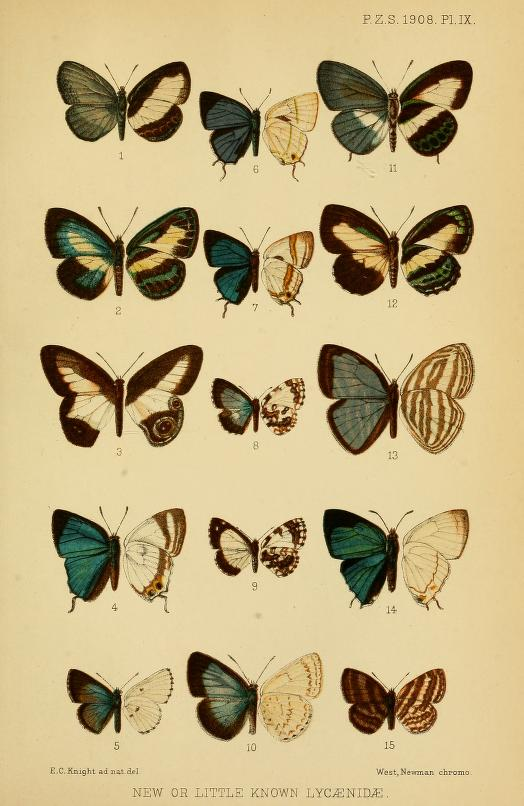
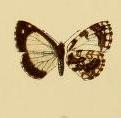